# نیکنام‌ده (شمیرانات)
نیکنام‌ده یکی از روستاهای دهستان لواسان بزرگ بخش لواسانات در شهرستان شمیرانات استان تهران ایران است. این روستا در فاصله ۹ کیلومتری از شهر لواسان مرکز بخش لواسانات قرار دارد. نیکنام‌ده پرجمعیت‌ترین روستای شهرستان شمیرانات و بخش لواسانات است.
تاتی زبان رایج در روستای نیکنام‌ده است.
نیکنامده از محله‌های مختلف از جمله سوادر، هنزا (بام نیکنامده)، کهن ده، دوآب و مرجارک (باران) تشکیل گردیده.
نیکنامده به عنوان مرکز دهستان لواسان بزرگ در همسایگی سد لتیان و در کوهپایه رشته کوه البرز قرار دارد.
کوه دراز چشمه با ارتفاع ۳۴۰۰ متر مرتفع‌ترین کوه روستای نیکنامده می‌باشد.

## جمعیت
جمعیت این روستا بر اساس سرشماری سال ۱۳۹۵ حدود ۳۳۴۰ نفر در ۶۶۸ خانوار بوده‌است.